# Vytautas Čekanauskas
Vytautas Edmundas Čekanauskas (Šiauliai, 13 de mayo de 1930-Vilna, 7 de julio de 2010) fue un arquitecto lituano, profesor de la Academia de Bellas Artes de Vilna.
El 1974, junto con sus compañeros, fue galardonado con el premio Lenin de arquitectura por el proyecto del diseño de Lazdynai, un micro distrito de Vilna.
El año 2000 se le concedió la Cruz de Oficial de la Orden del Gran Duque Gediminas de Lituania. Se encuentra enterrado al cementerio Antakalnio.

## Obras
- Lazdynai
- Iglesia de San Juan Bosco de Vilna
- Edificio del Gobierno de Lituania

## Galería
|  |  |